# Гарін Михайло Давидович
Михайло Давидович Гарін (нар. 9 квітня 1900, місто Одеса Херсонської губернії, тепер Одеської області — 13 жовтня 1980, місто Москва) — радянський журналіст, редактор газет, директор Радіотелеграфного агентства України (РАТАУ). Член ЦК КП(б)У в січні 1934 — січні 1937 р.

## Біографія
Народився у родині єврейського портового вантажника. Працював слюсарем.
Член РСДРП(б) з червня 1917 року. У 1918—1919 роках — на підпільній роботі в Одесі.
Закінчив Комуністичний університет імені Свердлова.
У середині 1920-х років — відповідальний редактор луганської окружної газети «Луганская правда». 
Із січня 1929 року — відповідальний керівник (директор) Радіотелеграфного агентства України (РАТАУ) у місті Харкові; член редакційної колегії газети ЦК КП(б)У «Коммунист»; завідувач відділу партійного життя газети ЦК ВКП(б) «Правда» у Москві; редактор білоруської республіканської газети «Звезда».
До серпня 1937 року — голова Іркутського обласного радіокомітету.
8 серпня 1937 року заарештований органами НКВС у місті Іркутську. Засуджений Особливою нарадою при НКВС СРСР 12 квітня 1941 року за статтями 58-10, 58-11 КК РРФСР до 8 років виправно-трудових таборів. Реабілітований 6 квітня 1955 року.
У 1955—1969 роках — власний кореспондент газети «Известия» по Смоленській і Брянській областях РРФСР. Працював у центральному апараті «Известий» у Москві.
Потім — на пенсії у Москві, де й помер.